# Rajshri Media
Rajshri Media (P) Limited é um ramo de entretenimento digital e novas mídias do Rajshri Group. O portal Rajshri.com foi lançado em novembro de 2006 com o lançamento on-line do filme Hindi produzido por Barjatya, Vivah, seguido por Hattrick, Life in a Metro e Blue Umbrella, entre outros. A empresa planeja atingir seu público por meio de quatro telas: Cinema, PC, Celular, TV.

## História de Rajshri
Em 15 de agosto de 1947, Tarachand Barjatya fundou a Rajshri Pictures (P) Ltd., a divisão de distribuição de filmes do Grupo Rajshri. Seu primeiro lançamento foi Aarti, seguido pelo lançamento de Dosti, um filme sem elenco de estrelas. Dosti recebeu o Prêmio Nacional de Melhor Filme Hindi do Ano (1964) e também ganhou 5 prêmios Filmfare.

## Categoria

### Programas de TV para web e celular
Rajshri Media tomou iniciativas na criação de programas para web e celular. Akbar Birbal Remixed é o primeiro programa da Índia para a Web e dispositivos móveis. Tem um total de 90 episódios. Os episódios 'Akbar Birbal Remixed' têm três minutos de duração e estão disponíveis nos formatos SMS, MMS, vídeo e áudio . O conteúdo será lançado inicialmente na web e mobile e posteriormente formatado para TV, home video e Rádio.

### Vídeo sob demanda
A Rajshri Media também oferece serviços de vídeo sob demanda (VOD) contendo streaming de vídeo e conteúdo para download em dispositivos como computador, gravador de vídeo digital, gravador de vídeo pessoal ou reprodutor de mídia portátil para visualização a qualquer momento. A empresa oferece uma ampla gama de gêneros como animação, programas de TV, canais de TV e filmes .